# Pans & Company
Pans & Company è una società spagnola di fast food.
Nata nel 1991, fa parte del gruppo Eat Out.
Nel 2003 ha 60 ristoranti di differenti marche in diversi paesi del mondo.
Nel 2008, Eat Out firma un'alleanza strategica con la società centroamericana Pollo Campero per portare anche in Guatemala e a El Salvador il marchio Pans & Company.